# Geburtsstuhl

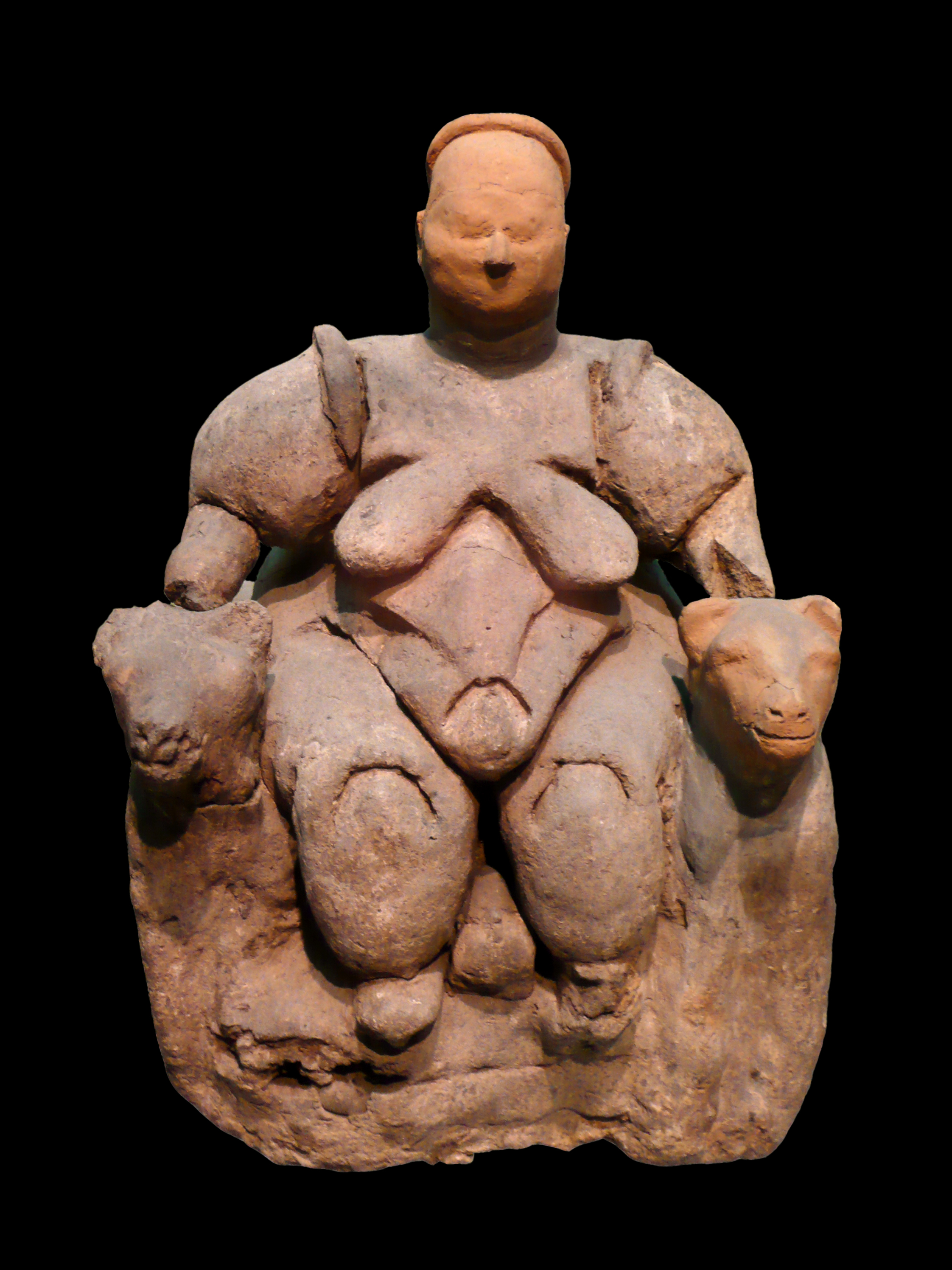
Gebärende Muttergöttin in Çatalhöyük

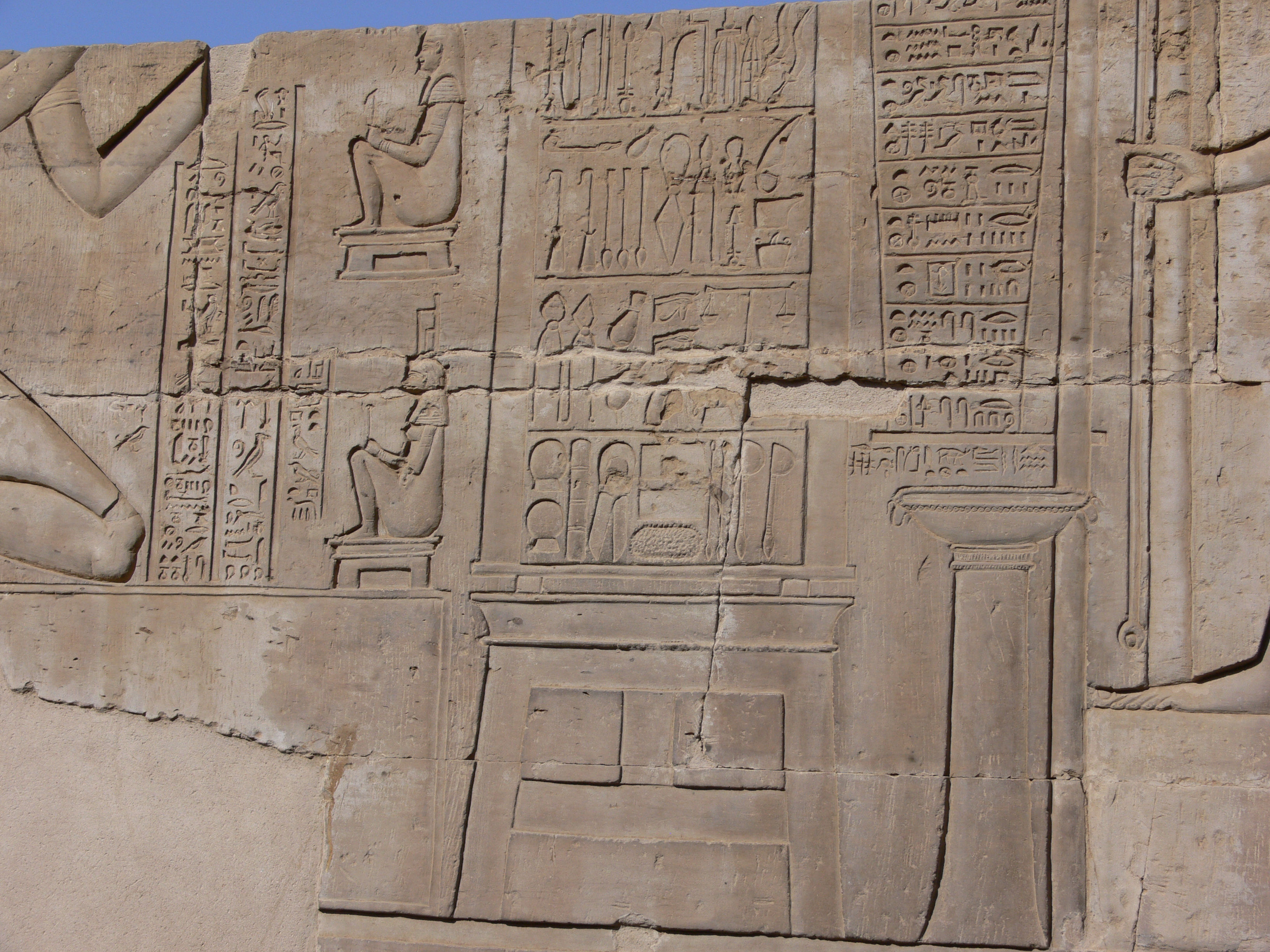
Geburtsschemel in Kom Ombo

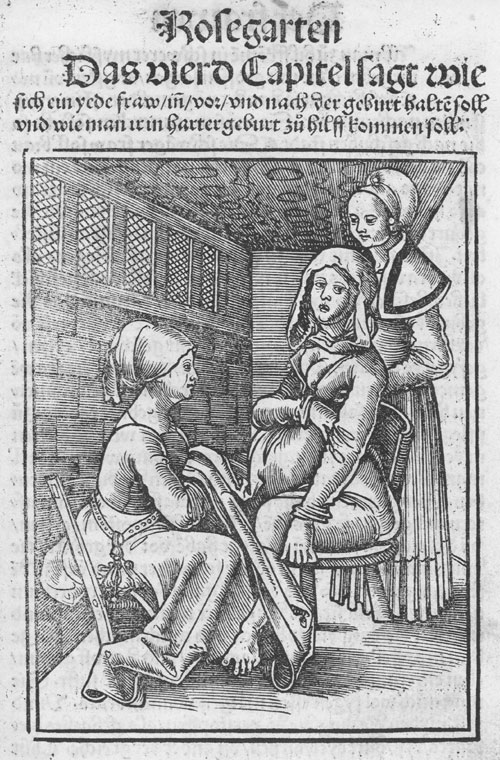
Geburtstuhl nach Eucharius Rösslin der Ältere

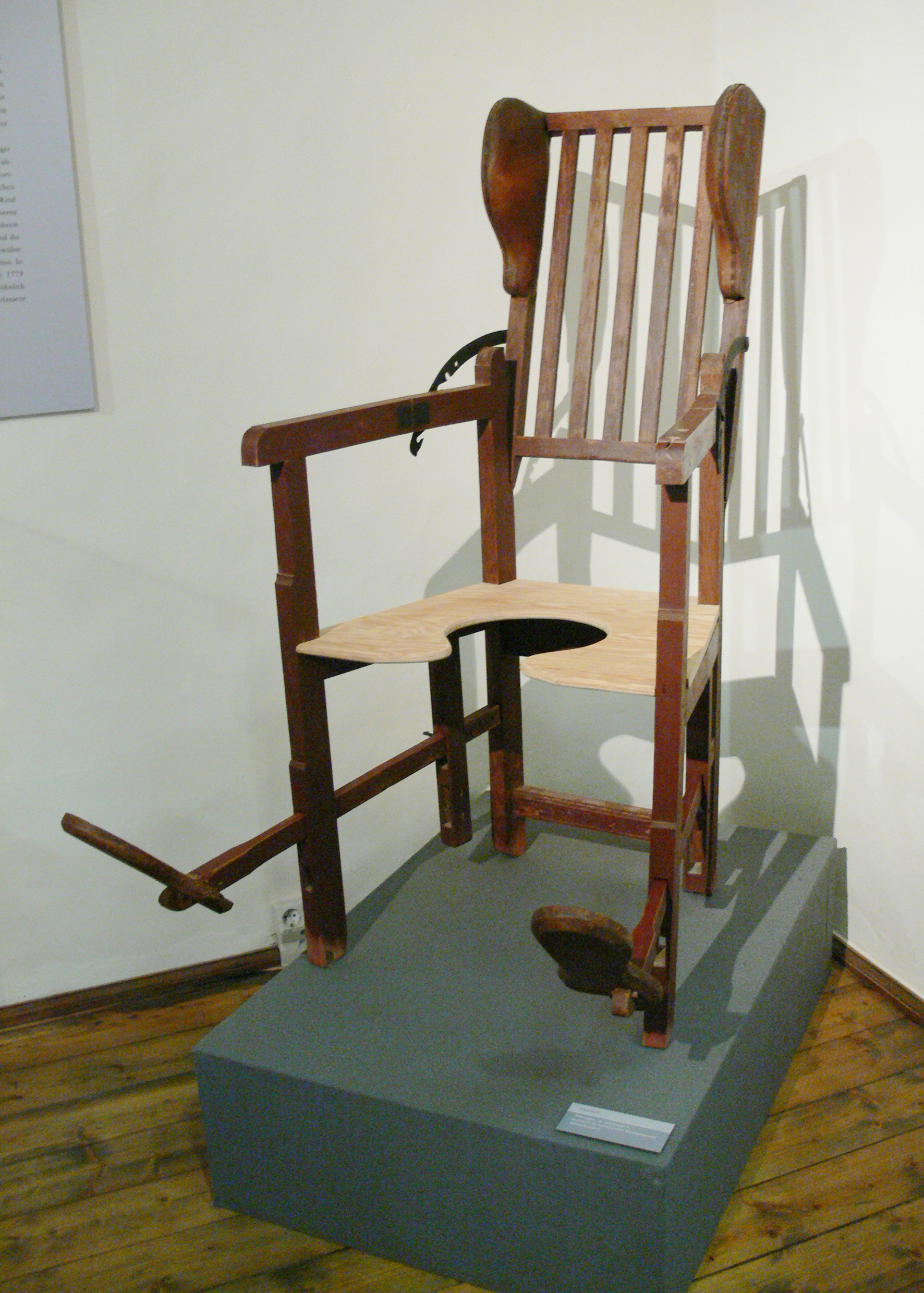
Geburtsstuhl aus dem 19. Jahrhundert, Sülzenbrücken

Ein Geburtsstuhl, auch „Gebärstuhl“ oder „Gebärschemel“, ist ein spezielles Sitzmöbel, das Frauen die Geburt erleichtern soll. Er gehörte lange Zeit zur Grundausstattung von Hebammen.

## Geschichte
Zu allen Zeiten und in allen Teilen der Erde haben Frauen versucht, sich durch die Einnahme unterschiedlicher Haltungen bei der Geburt zu entspannen, und dazu auch unterschiedliche Hilfen eingesetzt. Es wurde meist die aufrechte Haltung des Oberkörpers bevorzugt und unterstützt, da diese die Nutzung der Schwerkraft erlaubt. Die gewählten Sitzgelegenheiten reichen von geeigneten Steinen über Schemel bis zu aufwendig konstruierten Spezialmöbeln mit kunsthistorischer Bedeutung oder aktuellem Patentwert.

## Weibliche Figurinen in Çatalhöyük
In der jungsteinzeitlichen Siedlung Çatalhöyük ist die „Muttergöttin“ das berühmteste Exemplar der dort gefundenen Figurinen. Sie ist auf 5750 v. Chr. datiert und im Museum für anatolische Zivilisationen in Ankara zu sehen. Da sie gebärend auf einem stattlichen Stuhl sitzt, könnte dieser als frühester dokumentierter Geburtsstuhl angesehen werden.

## Geburtsstuhl bei den Ägyptern
In Ägypten gab es bereits um 2500 v. Chr. Geburtsstühle. Ein fast 4000 Jahre altes Exemplar eines magischen Geburtsziegels wurde 2001 in Abydos (Ägypten) von amerikanischen Archäologen ausgegraben. Darstellungen hölzerner Geburtsschemel sind häufig in den Reliefdarstellungen an den Wänden der Mammisi (Geburtsheiligtümer) der Spät- und Römerzeit zu finden. Aus dieser Zeit stammt auch die Wand des äußeren Tempelumgangs von Kom Ombo (40 km nördlich von Assuan), die den „Instrumentenschrank“ zeigt, das umfangreiche Instrumentarium, das einem ägyptischen Arzt zur Verfügung stand. Links dieses Schranks sitzen zwei weibliche Gestalten auf Geburtsschemeln; die untere Gestalt ist durch den Thron auf ihrem Kopf als die Gottesmutter Isis zu identifizieren.
Die Bibel erwähnt für die Periode der Knechtschaft der Israeliten in Ägypten (ca. zweite Hälfte des 2. Jahrtausends v. Chr.) die Existenz von Geburtssteinen. Ob es sich dabei um historisch zuverlässige Informationen aus dieser Zeit handelt, ist umstritten, da die biblischen Texte jedenfalls erheblich jünger sind als die beschriebene Epoche. Im zweiten Buch Mose graut es einem neuen Pharao, der nichts mehr von den großen Verdiensten des Josef wusste, vor dem starken Anwachsen der Zahl der Israeliten in seinem Lande. Er fürchtet, dass sich diese gegen ihn erheben könnten. So befiehlt er den beiden hebräischen Hebammen Schifra und Pua : „Wenn ihr die Hebräerinnen gebären lasst und auf den beiden Steinen seht, dass es ein Sohn ist, so tötet ihn; ist es aber eine Tochter, so soll sie leben!“ (übliche Übersetzung: Ex 1,16 ).
Hier steht in der hebräischen Bibel der Begriff אָבְנָיִם, das ist der Dual von Stein, bedeutet also Doppelstein. Die meisten deutschen Bibelübersetzungen geben den Begriff nicht exakt wieder, sondern umschreiben ihn oder unterschlagen ihn ganz. Der Name weist offensichtlich auf ein archaisches Sitzmöbel, das wie die ägyptischen Geburtsziegel aus zwei Steinen (Ziegelsteinen) bestand und dazwischen Platz für den Austritt des Kindes aus dem Mutterleib ließ.
Die beiden Hebammen entgegnen, nachdem der Pharao sie wegen Nichtbefolgung seines Befehls zu sich zitiert: „Nicht wie die ägyptischen Frauen sind die Hebräerinnen. Sie sind wie Tiere, noch bevor die Hebamme zu ihnen kommt, haben sie geboren“ (Ex 1,19 ). Ob aus dieser offensichtlichen Schutzbehauptung geschlossen werden kann, dass bei den Hebräerinnen in dieser Zeit keine Geburtsstühle üblich waren, es sich also um ein genuin ägyptisches Möbel handelte, ist fraglich.

## Geburtsstühle in Mittelalter und Neuzeit
Die Geburt auf einem Gebärstuhl kommt der natürlichen Hockhaltung bei der Geburt sehr nahe, wie sie bei Naturvölkern, z. B. Afrikas, aus vielen Quellen bekannt ist. In den Ländern und Zeitperioden, in denen stundenlanges Kauern am Boden bei der Arbeit, beim Essen, bei der Unterhaltung etc. nicht üblich war, hätte diese Haltung für die gebärende Frau keine Entspannung der Muskulatur gebracht. Es wurden daher die unterschiedlichsten Bauweisen für Sitzmöbel konzipiert und mit dem Aufkommen der Buchdruckkunst auch kommuniziert.
Wegen des Fehlens wirksamer Verhütungsmittel und wegen der starken religiösen und gesellschaftlichen Vorbehalte gegen die Abtreibung folgte früher bei den meisten Frauen eine Schwangerschaft auf die andere. Ein eigener Geburtsstuhl gehörte daher schon im Altertum vielfach zur Grundausrüstung einer Hebamme oder einer wohlhabenden Frau. Solche Möbelstücke waren denn auch nicht nur nüchtern funktionell, sondern oft aufwendig künstlerisch gestaltet.
Die heute im Kreißsaal angebotenen Betten und Stühle sind pflegeleichte und komfortable Konstruktionen mit motorisch verstellbaren Abschnitten und Stützen (eventuell sogar mit der Gebärenden schwenkbar wie in Falle des Romarads), die eine große Variabilität in der Körperhaltung bei der Geburt erlauben. Somit kann einerseits die Schwerkraft beim Geburtsvorgang genutzt und andererseits der Hebamme bzw. dem Arzt der Blick und Zugriff auf den Geburtskanal erleichtert werden.